# WASP-75
WASP-75, K2-40, EPIC 206154641 — одиночная звезда в созвездии Водолея на расстоянии приблизительно 977 световых лет (около 300 парсек) от Солнца. Видимая звёздная величина звезды — +11,457m. Возраст звезды оценивается как около 3,5 млрд лет.
Вокруг звезды обращается, как минимум, одна планета.

## Характеристики
WASP-75 — жёлто-белая звезда спектрального класса F9. Масса — около 1,14 солнечной, радиус — около 1,32 солнечного, светимость — около 1,901 солнечной. Эффективная температура — около 5846 К.

## Планетная система
в 2013 году группой астрономов, работающих в рамках программы SuperWASP, была открыта планета WASP-75 b.